# Vazimbas
Les Vazimba sont, selon la tradition orale malgache, les premiers habitants de l'intérieur de l'île de Madagascar. Ils ont donné leur nom à une période de l'histoire malgache qui prend fin au début du XVIe siècle.
Les Vazimba se sont peu à peu adaptés aux vagues successives d'immigrants et il est difficile de dégager leurs caractéristiques originelles fondamentales. Cependant, l'ensemble des données historiques, archéologiques, ethnographiques et linguistiques récentes permet aujourd'hui d'apporter quelques éclaircissements à leur sujet : les Vazimba sont probablement les descendants des premiers pionniers austronésiens ayant débarqués à Madagascar au début de notre ère (autour/avant l'an 1). L’état actuel des recherches scientifiques confirment à ce jour  une présence humaine à Madagascar au moins cinq siècles avant J.-C..

## Histoire des Vazimba: du mythe à la réalité

### La période historique dite « Vazimba»
Pour les hautes terres centrales de Madagascar (la région de l'Imerina), la période « vazimba » (faha vazimba) est celle qui précède la période féodale, à savoir la phase d'expansion du royaume d'Alasora par le Roi Andriamanelo (1540-1575). La difficulté qu'ont eue les Vazimba de s'unir en un seul royaume a rendu plus facile la conquête et l'occupation du territoire des hautes terres centrales par Andriamanelo (un chef Vazimba ambitieux et hégémonique du clan d'Alasora), son clan était en effet réputé plus habile que les autres pour concevoir des armes en métal (la présence d'une mine de fer sur son territoire pourrait en être la cause). Les autres chefferies Vazimba jouxtant ces territoires s'affaiblirent peu à peu. Ses descendants, les rois Ralambo (son fils) et Andrianjaka (son petit-fils) poursuivirent les conquêtes de leur père. Certains Vazimba se réfugièrent alors dans la partie ouest de l'île, les autres rendirent les armes et cédèrent leur « territoire ». Ce n'est qu'à partir d'Andrianjaka (1610 -1630) que tous les clans Vazimba de l'Imerina furent assimilés et soumis à un seul souverain de la dynastie d'Andriamanelo.

### Le mythe populaire
Selon certaines croyances populaires, les Vazimba auraient été des personnages mystérieux ayant vécu dans les forêts des hauts plateaux centraux de Madagascar (pays Betsileo, Merina, Bezanozano, Sihanaka et Tsimihety) à une époque très lointaine. Ils suscitaient chez certains anciens Malgaches aussi bien de la crainte que du respect. L'imagination populaire les a transformés en êtres mythiques, hors du commun et déconcertants, ou encore en forces invisibles pouvant hanter une source, une rivière, un rocher, un bosquet ou un vallon. Dans l'imagerie populaire, le Vazimba est un être de petite taille, à la peau cuivrée, au crâne plat et au visage allongé, aux lèvres larges et pendantes cachant de très longues dents, auxquels s'ajouterait un front aplati. Le tout réuni lui donnait un aspect très laid et répugnant capable d'inspirer une peur viscérale. À part ces qualificatifs péjoratifs, on lui attribuait également un caractère désagréable. Les petits hommes Vazimba évitaient, paraît-il, tout objet ayant eu un contact avec du sel. Il était paraît-il interdit d'apporter de l'ail ou de la viande de porc sur leurs tombes et dans les environs. On affirmait que leur niveau de culture était assez limité. Ils étaient, semble-t-il, loin de maîtriser la métallurgie et auraient fabriqué des armes avec de l'argile et des roseaux. De même, ils auraient ignoré le fait que la viande de zébu était consommable, ils auraient donc laissé traîner leur bétail dans les champs.
La réalité historique permet de connaître et comprendre les faits qui ont abouti à ce mythe que démentent parfois les résultats des dernières recherches archéologiques notamment concernant la consommation de la viande de zébu qui est attesté dans une période “Vazimba” dès le IXe siècle apr. J.-C. par les fouilles effectuées à Ambohimanana (proche Andramasina).

### L'origine austronésienne des Vazimba du premier millénaire

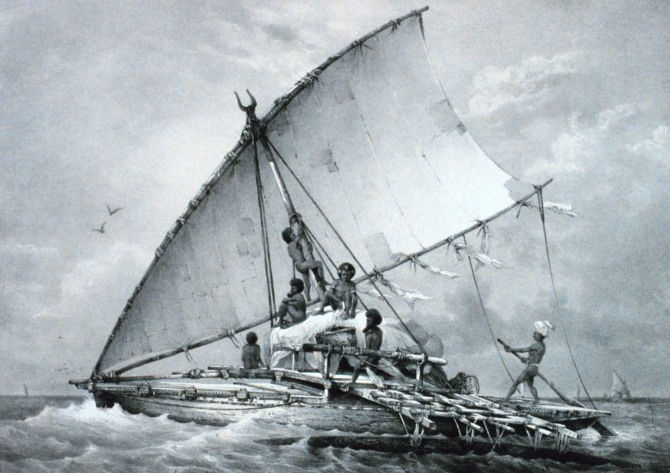
Waka-« grand canoë à balancier » austronésien (qui a donné en malgache le mot vahoaka-le « peuple », du proto-austronésien *va-waka - « peuple des canoës » ou « le peuple de la mer ») : les premiers Ntaolo austronésiens ont probablement utilisés de semblables pour parvenir jusqu'à Madagascar en partant de ce qui est aujourd'hui l'Indonésie

Une équipe de généticiens sembleraient démontrer une contribution à peu près égale de l'Afrique et l'Indonésie aux lignages malgaches, aussi bien maternels que paternels. De nombreuses recherches pluridisciplinaires récentes - archéologiques, génétiques, linguistiques, ethnologiques et historiques - avaient déjà montré une origine indonésienne des Malgaches. Arrivés assurément  les premiers sur une “terra incognita” par les côtes Est ou Ouest de Madagascar en Kulun bo ou navire à balancier prévu pour la navigation hauturière assisté des Waka au début de notre ère - voire au moins 500 ans av. J.-C. selon les archéologues -, ces premiers navigateurs de l’humanité que sont les austronésiens sont connus de la tradition orale malgache sous le nom des Ntaolo (de *tau - *ulu - les « hommes premiers », les « anciens », de *tau - « homme », que l'on retrouve par exemple dans le nom de Toraja, et *ulu - « tête », « amont » en proto-Malayo-Polynésien (MP)). Il est également probable que ces anciens se nommaient eux-mêmes les Vahoaka (du proto-austronésien *Va-*waka « peuple des canoës » ou « peuple de la mer », de *waka- « canoë (à balancier) » en proto-MP), terme signifiant simplement aujourd'hui le « peuple » en malgache.
Sur le plan morphologique/phénotypique, cette origine Sud-Est asiatique première des Malgaches explique, par exemple au niveau des yeux, le « pli épicanthal » asiatique de la paupière supérieure (epicanthic fold) répandu chez tous les Malgaches qu'ils soient des côtes ou des hauts plateaux, qu'ils aient la peau claire, sombre ou cuivrée.

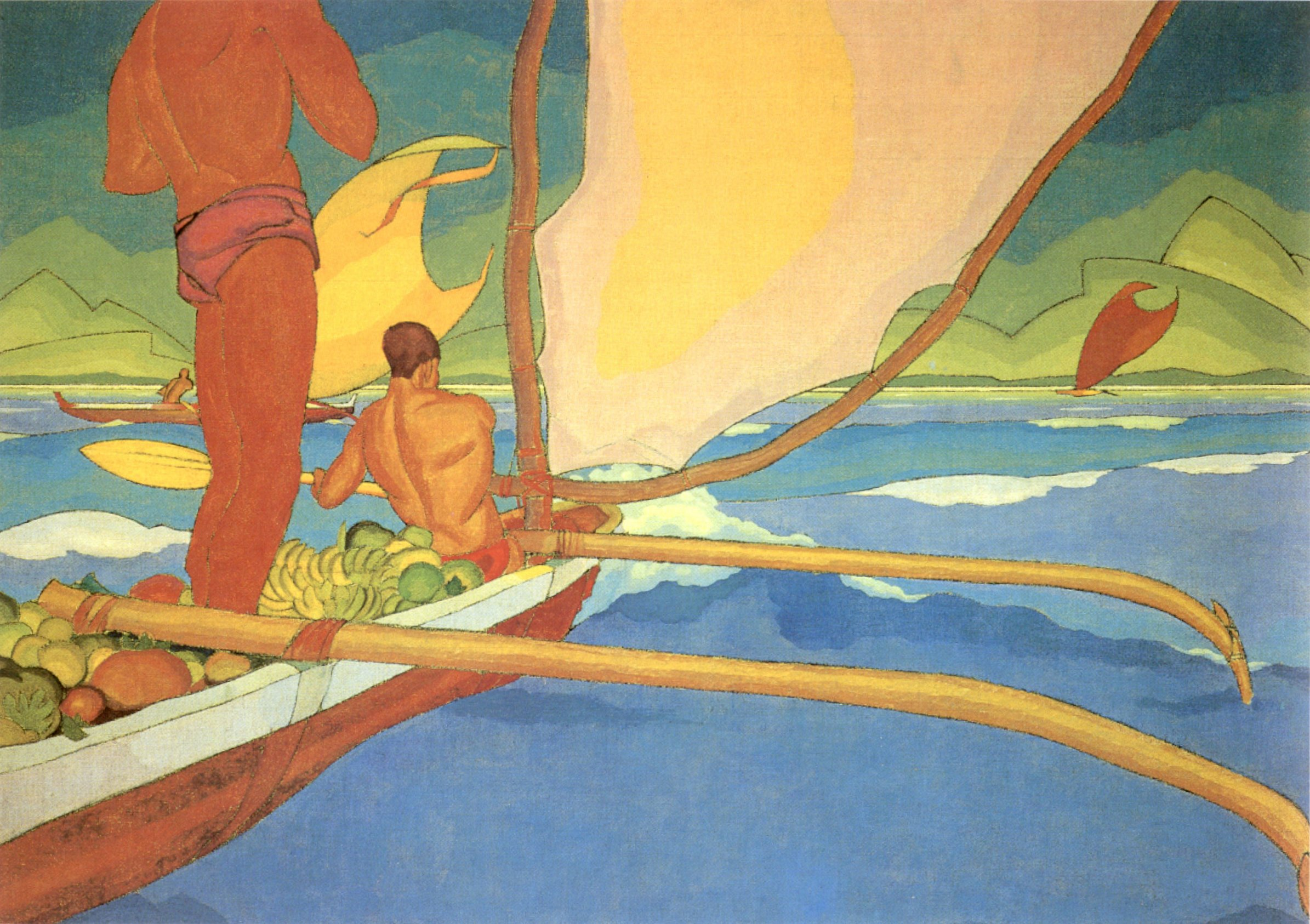
Vezo- « Ceux des côtes » en proto-Malayo Javanais (Photo Wikicommons : Arman Manookian - 'Hommes sur pirogue à balancier en direction de la côte', huile sur canevas, c. 1929)

Ces vahoaka ntaolo (« le peuple d'origine ») austronésiens sont à l'origine de la langue malgache commune à toute l'île, ainsi que de tout le fonds culturel malgache commun à tous les austronésiens, des îles du Pacifique à l'Indonésie, en passant par la Nouvelle-Zélande et les Philippines : coutumes anciennes (comme celle d'ensevelir les défunts dans une pirogue au fond de la mer ou d'un lac), agriculture ancienne (la culture du taro-saonjo, de la banane, de la noix de coco et de la canne à sucre), l'architecture traditionnelle (maison levu végétale à base carrée sur piloti), la musique (les instruments comme la conque marine antsiva, le tambour de cérémonie hazolahy, le xylophone sur jambe atranatrana, la flûte sodina ou encore la cithare tubulaire valiha) et la danse (notamment la « danse des oiseaux » que l'on retrouve à la fois au centre et dans le Sud).
Au tout début du peuplement appelée « période paléomalgache », les Ntaolo se subdivisèrent, selon leurs choix de subsistance en deux grands groupes : les Vazimba (de *ba/va-yimba- « ceux de la forêt », de *yimba- « forêt » en proto Sud-Est Barito, aujourd'hui barimba ou orang rimba en malais) qui s'installèrent -comme leur nom l'indique- dans les forêts de l'intérieur et les Vezo (de *ba/va/be/ve-jau, « ceux de la côte » en proto-Malayo-Javanais, aujourd'hui veju en bugis et bejau en malais, bajo en javanais) qui restèrent sur la côte Ouest.
Le qualificatif Vazimba désignait donc à l'origine les Vahoaka Ntaolo chasseurs et/ou cueilleurs qui décidèrent de s'établir « dans la forêt », notamment dans les forêts des hauts plateaux centraux de la grande île et celles de la côte Est et Sud-Est. Rafandrana, un des ancêtres de la dynastie royale merina, par exemple, est connu pour avoir été un Vazimba. Les deux reines fondatrices de la royauté Merina, Rafohy et Rangita (au XVe-XVIe), descendante de Rafandrana étaient encore désignées comme Vazimbas. Comme la plupart des Austronésiens, les chefs Ntaolo (Vazimbas et Vezos) de Madagascar pratiquaient la sépulture marine en ayant pour coutume de placer les corps de leurs défunts dans des pirogues et de les enfouir dans des lacs artificiels (Vazimbas de l'intérieur) ou dans la mer (Vezos des côtes). Le terme Vezo, quant à lui, désignait les Vahoaka Ntaolo pêcheurs qui restèrent sur les côtes de l'ouest et du sud (probablement les côtes du premier débarquement).
Notons ici un débat fondamental parmi la communauté des chercheurs : le mot vazimba étant un qualificatif austronésien désignant les « habitants de la forêt » d'une manière générale (y compris les Austronésiens eux-mêmes qui s'installèrent dans les forêts), il n'est pas à exclure que d'autres hominidés vazimba, de type homme de Florès par exemple, aient habités dans les forêts de Madagascar des dizaines -voire des centaines- de milliers d'années avant l'arrivée des vazimba austronésiens. Quelques-uns ont peut-être encore existé à l'arrivée des vahoaka ntaolo austronésiens au premier millénaire avant notre ère. Ceci pourrait expliquer le mythe des « petits hommes/nains primaires de la forêt » -exposé plus haut- que les vahoaka ntaolo austronésiens - ancêtre de la majorité des Malgaches actuels - auraient rencontré et assimilé (ou peut-être décimé) à leur arrivée. Les preuves irréfutables sous-tendant ce mythe manquent encore aujourd'hui. Seuls l'archéologie et la génétique pourront les apporter. Il n'est pas cependant à exclure non plus que le mythe des « vazimba-petits hommes/nains » ait été emmené par les Austronésiens d'Insulinde, auquel cas ce mythe pourrait effectivement concerner les hommes de Florès ou les peuples autochtones préexistant d'Asie du Sud-Est (ex: Andamanais, Aeta, Khanang Kirataka, Orang Asli ). Ces derniers, de petite taille, ont en effet habité les forêts de l'Insulinde bien avant l'arrivée des austronésiens et y sont considérés comme étant les peuples aborigènes. On sait par exemple que le mythe de l'ogre « Trimo be - mangeur d'enfant » est un conte emmené par les austronésiens et parle en fait du tigre (*(t)rimu, « tigre » en proto-MP, qui a donné par exemple harimau, "tigre" en indonésien/malais]) qui habite les forêts des îles de la Sonde. Le mythe des « petits nains vazimba » pourrait avoir subi un voyage similaire.

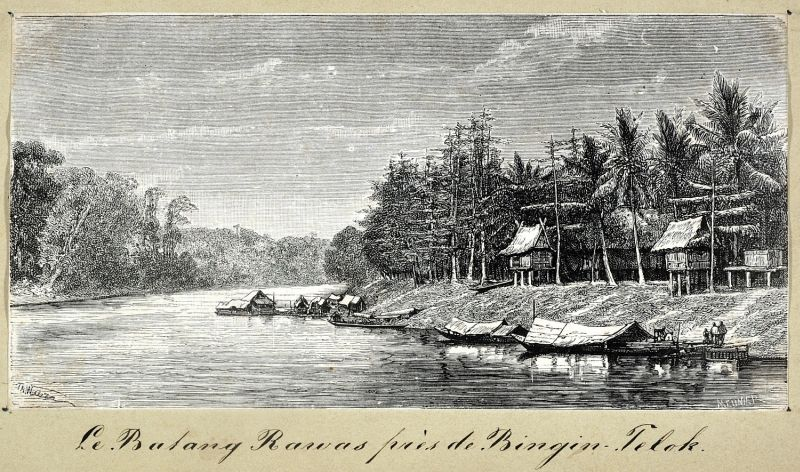
Village dans le sud de Sumatra en Indonésie. Les villages des Ntaolo Vazimba et Vezo de Madagascar étaient probablement similaires au premier millénaire. On retrouve d'ailleurs encore ce modèle aujourd'hui sur toutes les côtes de la grande île et dans les zones intérieures reculées (forêts etc.). On appelle levu ces maisons sur pilotis (de *levu- « maisons » en proto-austronésien qui a donné en malgache an-devo - « à la maison »)

L’histoire de l'océan Indien du début du premier millénaire de notre ère est encore mal connue. La présence de la route reliant le royaume du Zimbabwe à l'océan Indien a favorisé l'implantation de nombreux comptoirs commerciaux par les navigateurs indiens, arabes, indonésiens et chinois. Ainsi un capitaine persan, Ibn Shahriyar, dans son Livre des merveilles de l'Inde, rapporte le témoignage d'un marchand arabe du nom d'Ibn Lakis qui en 945, voit arriver sur la côte du Mozambique « un millier d'embarcations » montées par des Waq-Waq qui viennent d'îles « situées en face de la Chine » chercher des produits et des esclaves zeng, mot arabe qui désigne à l'époque la côte orientale de l'Afrique. On peut seulement supposer que l’île de Madagascar joua un rôle important dans le commerce, notamment celui des épices, entre l’Asie du Sud-Est et le Moyen-Orient, directement ou via les côtes africaines.

### L'assimilation des nouveaux immigrants du début du second millénaire: naissance des clans néo-Vazimba (XIe-XVIesiècle)
Au Moyen Âge (ca 1000), les Ntaolo Vezos de la côte Ouest et Nord-Ouest faisaient du commerce avec les Perses Shirazi et les Arabes Omani qui établirent des comptoirs sur l'île. Ces derniers étant le plus souvent accompagnés de Bantus d'Afrique orientale. Par conséquent, la côte Ouest, du Nord au Sud de Madagascar, connut à cette époque un fort brassage entre toutes ces populations qui, peu à peu, changèrent d'identité et de nom. De cette époque naquirent les grands royaumes de la côte Ouest du second millénaires : Boina et Menabe. Seul un clan du Sud-Ouest de Madagascar garde encore l'ancien nom et le mode de vie des Ntaolo austronésiens de la côte Ouest : les actuels Vezo. Les immigrés Bantus étant pasteurs, les sociétés néo-Vezo de la côté Ouest intégrèrent à cette époque l'élevage des zébus dans leur mode de subsistance. Cette nouvelle activité atteignit également les clans néo-Vazimba des hauts plateaux.
À partir du XIIIe siècle, Madagascar connut d'autres vagues d'immigrations : néo-austronésiennes (marins et commerçants Malais, Javanais, Bugis de Célèbes), orientales (marins et commerçants Indiens, Arabes) et européenne (marins Portugais échoués dans le Sud-Est).
Ces immigrants (néo-austronésiens, orientaux et européens) du second millénaire, très minoritaires relativement aux Vazimba mais technologiquement plus avancées, s'installèrent et/ou s'assimilèrent petit à petit aux Vezo des côtes ainsi qu'aux Vazimbas des hautes terres centrales, le plus souvent par alliances matrimoniales. Des luttes de territoire naquirent alors entre ces différents clans néo-Vazimba plus ou moins mixés avec les nouveaux migrants.
Certains clans vazimba qui ne souhaitaient pas être assimilés par d'autres plus puissants qu'eux furent pourchassés des hauts plateaux centraux. Supplantés de leurs terres, ces Vazimbas s'installèrent plus à l'Ouest de l'île. Ces Vazimbas de l'Ouest se distinguèrent dès lors selon leurs nouveaux habitats : les «Vazimbas an-drano» (« ceux de l'eau ») vivaient près des lacs, les « Vazimbas an-tanety » (« ceux de la terre ferme »), les plus nombreux, résidaient dans la vallée du Betsiriry. Les « Vazimbas an-tsingy » (« ceux des Tsingy du Bemaraha »), plus connus sous le nom de Bôsy ou Beosy, vivaient dans des grottes et mangeaient les produits de la forêt.

### La fin des clans Vazimba et l'avènement des grands royaumes des hauts plateaux centraux (XVIe-XVIIIesiècle)
Les histoires orales des hauts plateaux de la grande île remontant jusqu'au du XVIe siècle gardent quelques traces de luttes hégémoniques intestines entre clans néo-vazimbas pour la conquête des territoires. L'ambitieux Andriamanelo, par exemple, chef du clan néo-vazimba d'Alasora qu'il a « hérité » (légitimement ou non, le sujet fait encore débat) de sa mère, Rafohy, décida de conquérir et d'assimiler les chefferies vazimba voisines de son territoire. Il commença par chasser ceux du clan d'Andriambodilova de la forêt d'Ialamanga (ou Analamanga, actuellement Antananarivo) et les expulsa vers le Nord et l'Ouest. Bien que le clan d'Andriamanelo fut le plus grand de l'époque, de nombreuses autres chefferies néo-vazimba subsistaient néanmoins sur les collines environnant Analamanga (les Manisotra du Sud et les Manendy du Nord de la région notamment).
Ralambo, le fils d'Andriamanelo, et Andrianjaka, son petit-fils, poursuivirent la politique de conquête et d'assimilation initiées par leur père et grand-père. Les règnes de ces derniers voient la disparition des anciennes chefferies néo-vazimbas et l'avénement du royaume merina. La majorité des autres clans néo-vazimbas s'étaient soumis et assimilés à la nouvelle culture imposée par leurs nouveaux souverains et : ce fut l'avènement du royaume Merina et de la période féodale à Madagascar. Le même phénomène se produisit chez d'autres territoires néo-vazimba des hauts-plateaux du Sud et de l'Est et aboutit aux anciens grands royaumes Betsileo, Bezanozano et Bara.
l'avènement de ces grands royaumes, caractérisée par la disparition de la culture et de l'organisation politico-religieuse propre aux petits clans et chefferies vazimba marqua la fin de l'époque vazimba.

### Culture et mode de vie des Vazimba: aux fondements de la culture malgache
Langue
Les premiers Ntaolo austronésiens (Vazimba et Vezo) sont à l'origine de la langue malgache actuelle, unique et parlée dans toute l'île, ainsi que de tout le fonds culturel malgache.
Organisation politique
Sur le plan politique, la transmission des terres et du pouvoir se faisait de manière matrilinéaire (de mère en fille) chez les Ntaolo austronésiens (cette pratique est encore prégnante au sein de certains clans de l'archipel indonésien, tels les Minangkabau). Le nom ne se transmettait pas. Les enfants portaient des noms de circonstance, différents de celui de leurs parents. Le nom d'une personne changeait tout au long de sa vie, selon les événements marquants sa destinée.
Agriculture
Culinairement parlant, à l'instar de tous leurs cousins des archipels indonésiens et polynésiens, les Ntaolo austronésiens implantèrent à Madagascar : la noix de coco, la banane, le taro (saonjo), le riz ainsi que de nombreux autres fruits et légumes communs à toute la culture austronésienne.
Architecture
Las Ntaolo austronésiens apportèrent la structure des maisons traditionnelles et des villages dont le modèle était, jusqu'au XVIIIe siècle, partagé par tous les peuples de la grande île : cases en bois équarris ou en branchage construites sur pilotis.
Musique
Selon les recherches des ethnomusicologues Curt Sachs et Michel Domenichini Ramiaramanana et plus tard du musicologue autrichien August Schmidhoffer – confirmées entre autres par le Britannique Roger Blench -, la grande majorité des instruments de musique traditionnels les plus anciens de Madagascar sont d'origine austronésienne (c'est-à-dire d’Asie du Sud-Est).
Les Ntaolo (Vazimba et Vezo) apportèrent la grande majorité des instruments de la musique traditionnelle de Madagascar. Ainsi, la conque marine antsiva (que l'on retrouve dans tout l'archipel indonésien ainsi qu'en Polynésie), le xylophone sur jambes atragnatra(na) (que l’on trouve par exemple aux Philippines sous le nom de xanat notamment), le tambour de cérémonie hazolahy à deux membranes fixées par des cordes en Y (que l’on trouve dans les îles d’Indonésie) ou encore le kaiamba rambo (que l’on trouve, par exemple, sous le nom de pu’ili en Polynésie), la cithare tubulaire valiha (qui vient du mot sanskrit vaadya = instrument de musique) ou la flûte sodina (que l’on retrouve dans le nom malais de la flûte suling), ont été introduits par les vagues austronésiennes successives (via l'Afrique parfois).
Outre les instruments de musique, la structure de la musique traditionnelle malgache, elle-même, est due aux Ntaolo austronésiens : les chants polyphoniques (bemiray) dont la tradition est encore très vivante sur les hauts plateaux centraux (dans le Zafindraony Betsileo par exemple) se retrouvent encore en Indonésie et en Polynésie également, les harmonies pentatoniques du Sud de la grande île (chez les peuples Vezos, Mahafaly, Baras, Antandroy notamment) sont typique des musiques racines austronésiennes. Les rythmiques ternaires 12/8 et 6/8 communes à toute l’île, conventionnellement appelées ba gasy ou salegy, sont typiques de la musique d'Afrique orientale.
Coutumes funéraires
Comme la plupart des austronésiens, les Ntaolo (Vazimbas et Vezos) de Madagascar avaient pour coutume de placer les corps de leurs défunts dans des pirogues et de les enfouir dans la mer (pour les Vezos des côtes) ou, à défaut, dans des lacs artificiels (pour les Vazimbas de l'intérieur).

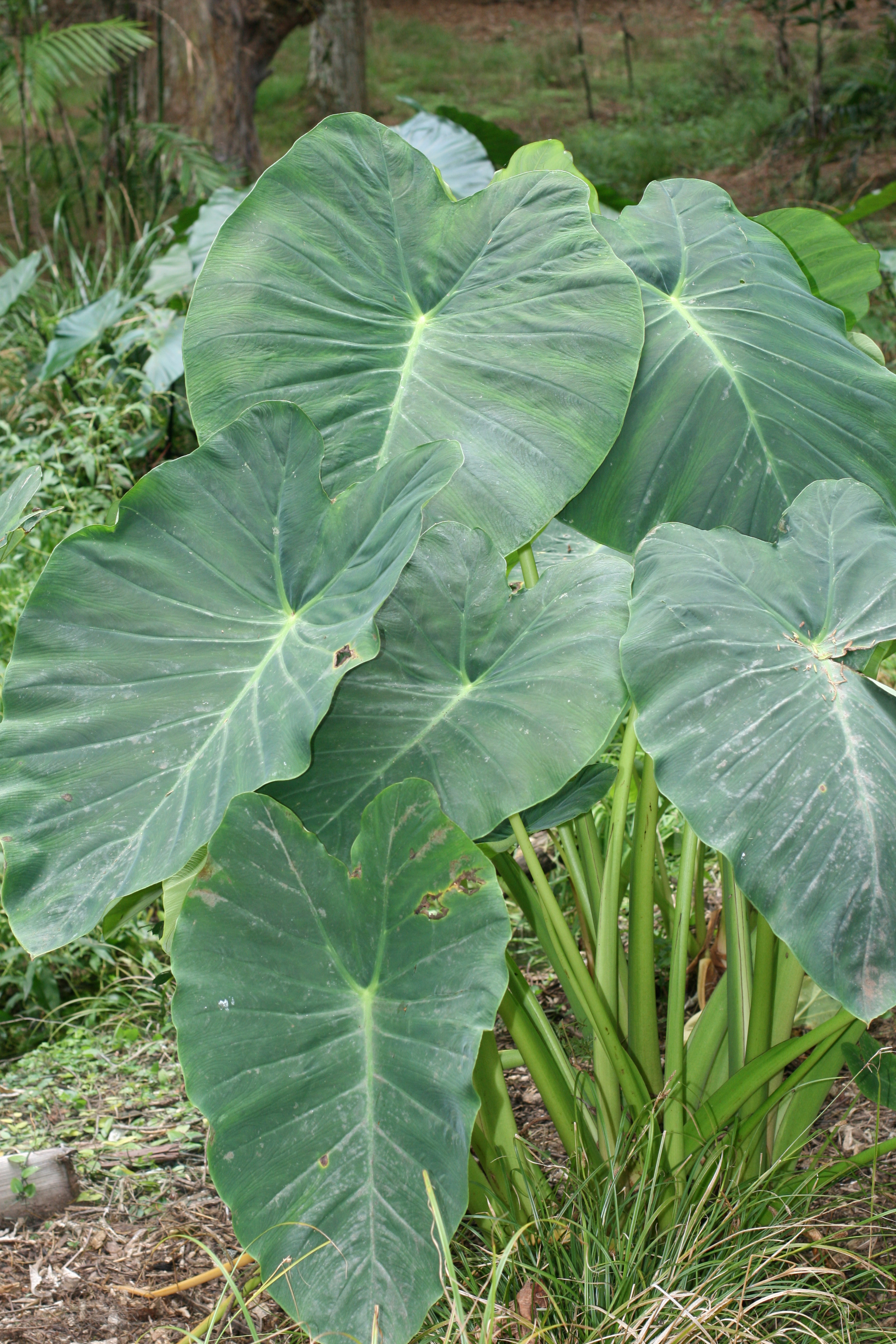
Le taro (saonjo) qui est, selon un très vieux proverbe malgache, « l'ainé du riz » (Ny saonjo no zokin'ny vary) constitue la base alimentaire de tous les austronésiens, notamment des anciens Vazimba.
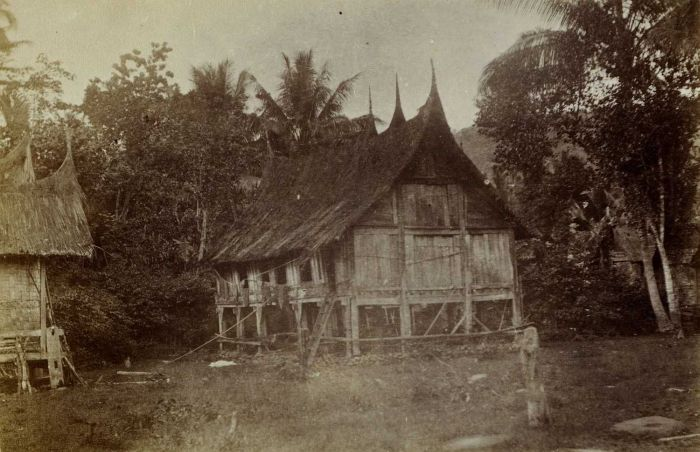
Maison minangkabau typique de l'ouest de Sumatra en Indonésie.
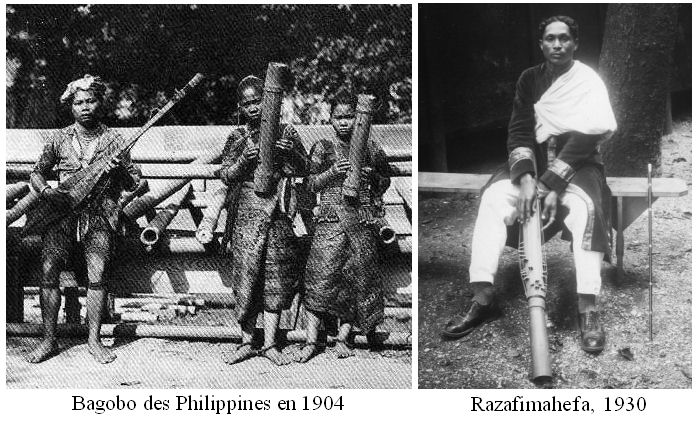
Joueurs de valiha des Philippines et de Madagascar.
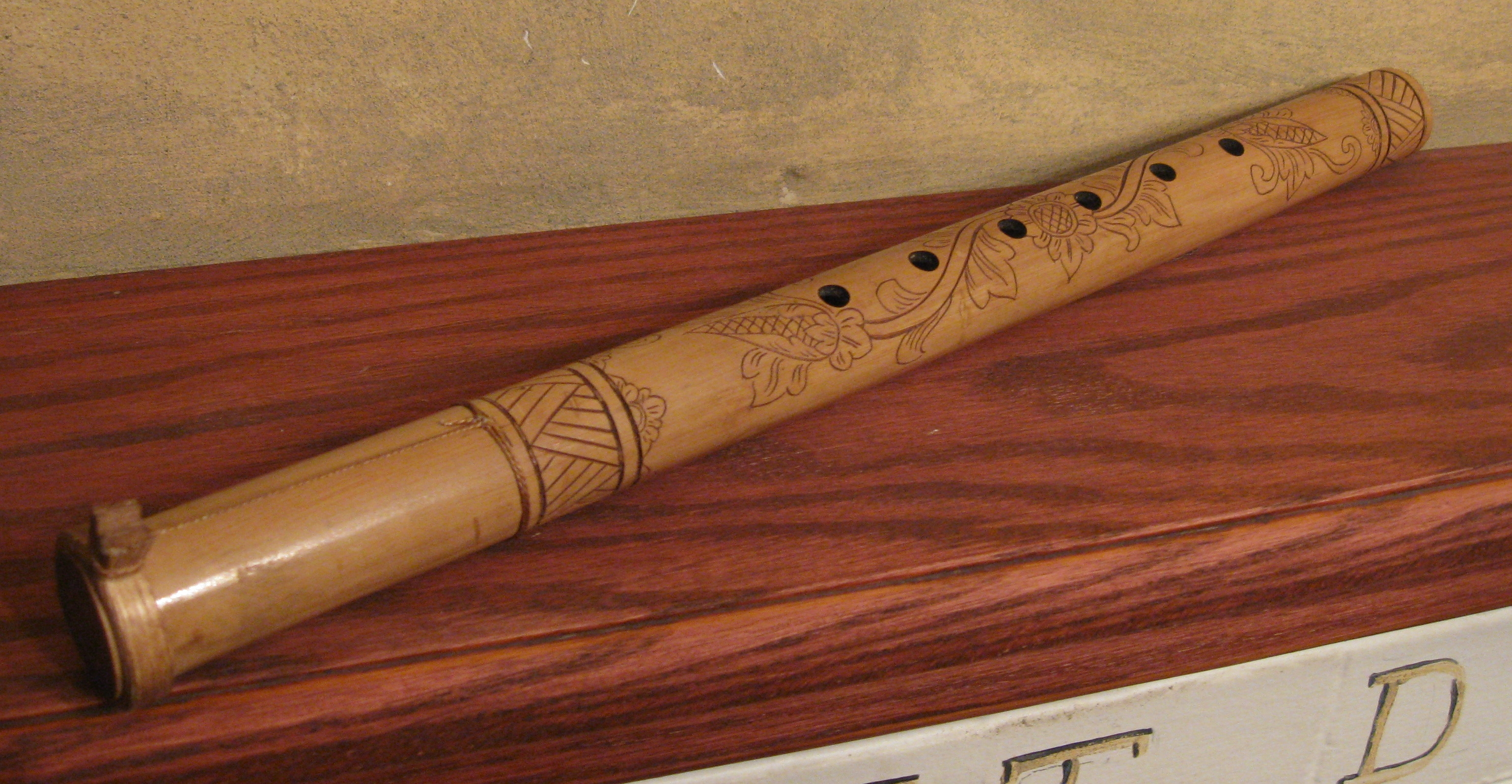
La flûte indonésienne suling, cousine de la sodina malgache.
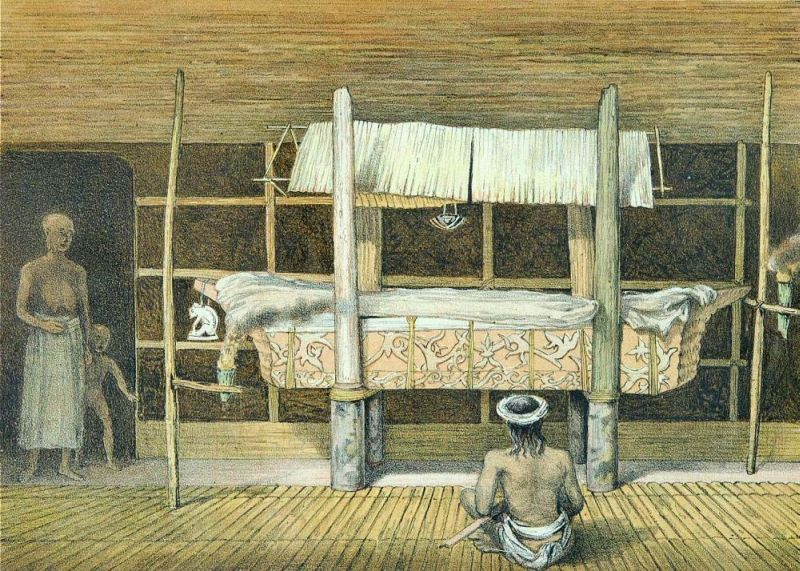
Pirogue-sarcophage d'un chef dans le sud de Kalimantan en Indonésie : une sépulture qui rappelle les traditions orales témoignant que les anciens Vazimba ensevelissaient leurs morts dans des pirogues-sarcophages, sous la mer ou sous un lac.